# Æthelfrith
Pour les articles homonymes, voir Æthelfrith (homonymie).
Æthelfrith ou Ethelfrith est roi de Bernicie de 592 à sa mort, vers 616. Il règne également sur le royaume voisin du Deira à partir de 604, ce qui fait de lui le premier roi d'une Northumbrie unifiée. Les sources qui le concernent sont très lacunaires et problématiques, mais elles permettent tout de même d'entrevoir quelques enjeux de ses combats incessants.
Bède le Vénérable, dans son patriotisme northumbrien, est très indulgent pour ce païen sanguinaire, à l'occasion massacreur de moines, car il reconnaît en lui le véritable fondateur du royaume. Il voit en lui un grand roi, le dit avide de gloire et le compare au biblique Saül pour le nombre de Bretons qu'il a vaincus, soumis au tribut ou chassés de leurs terres.
De fait, à sa suite, l'historiographie traditionnelle associait les succès d'Æthelfrith à la vigueur de l'expansionnisme anglo-saxon au détriment des royaumes celtiques. Les historiens actuels, plus sensibles aux contacts et aux fusions qu'aux mythes d'un antagonisme atavique et irréductible, insistent plus volontiers sur les jeux complexes de rivalités et d'alliances, par lesquels ces clans guerriers de l'aube du VIe siècle, anglo-saxons comme celtiques, maintenaient leur pouvoir dans leur propre « royaume » tout en s'efforçant de le faire reconnaître au-delà.

## Chronologie

La Grande-Bretagne vers 600.

Æthelfrith est le premier souverain de Bernicie dont le règne puisse être daté de manière assurée. La Historia Brittonum, qui le surnomme Flesaur (« le Tortueux » ou « le Tordeur »), assure qu'il règne sur la Bernicie pendant douze années, puis pendant douze autres années sur la Northumbrie unifiée,. Le « mémorandum de Moore », un court appendice placé à la fin du plus ancien manuscrit de l'Histoire ecclésiastique du peuple anglais de Bède le Vénérable, confirme ce règne de 24 ans et la date de la conquête du Deira est à peu près sûre (vers 604). Cela permet de fixer les dates d'Æthelfrith entre 592 et 616.

## Biographie

### Origines
Æthelfrith appartient à la dynastie anglo-saxonne des rois de Bernicie : il est le fils d'Æthelric et le petit-fils d'Ida, fondateur du royaume. Il succède à un certain Hussa qui n'apparaît pas dans la généalogie d'Ida et paraît donc avoir appartenu à un clan rival. Le cœur de son royaume se situe dans la plaine côtière de la Tweed, autour de la forteresse de Bamburgh. D'après Bède, il conquiert davantage de territoire qu'aucun autre roi anglais avant lui et réduit les Bretons insulaires en esclavage.

### Victoire sur le Dál Riata

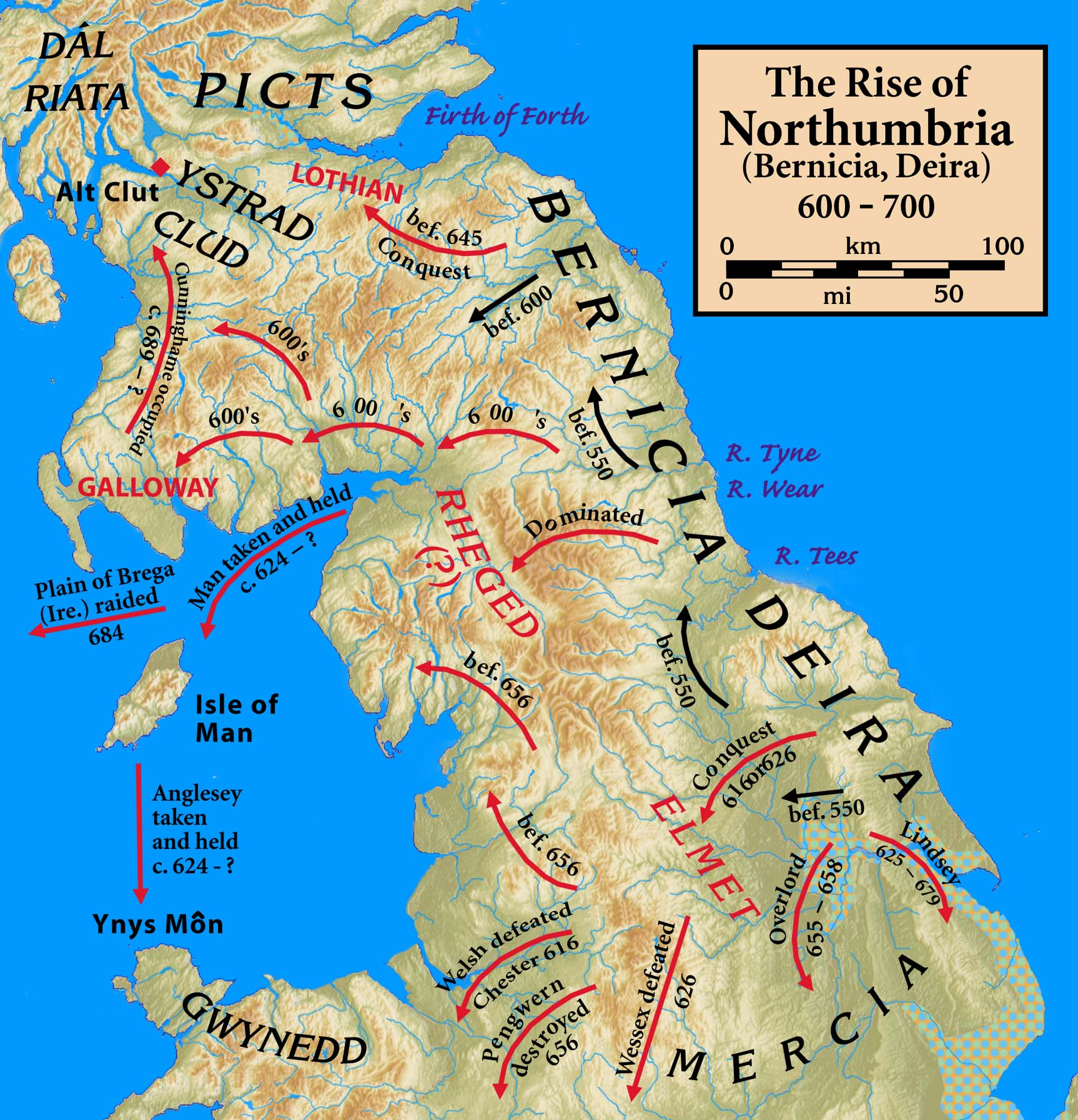
L'expansion northumbrienne au VIIe siècle.

Les sphères d'influences des Gaëls du Dál Riata et des Anglo-Saxons de Bernicie commencent à se chevaucher dans le centre et le sud de l'Écosse actuelle au début du VIIe siècle. Áedán mac Gabráin, roi du Dál Riata, passe à l'offensive vers 603. D'après la Chronique anglo-saxonne, ses troupes sont conduites par un certain Hering, fils de Hussa, qui cherche peut-être à reconquérir le trône de son père. Elles bénéficient également du soutien du prince irlandais Máel Umai mac Báetáin, frère du roi Colmán Rímid.
Áedán et Æthelfrith s'affrontent à Degsastan, un lieu non identifié qui pourrait correspondre à Dawston, dans le Liddesdale (Roxburghshire), ou peut-être à Addinston (en) dans le Berwickshire. Bien qu'ils soient inférieurs en nombre d'après Bède, et bien qu'un frère d'Æthelfrith nommé Theodbald laisse la vie sur le champ de bataille, les Berniciens sortent victorieux de l'affrontement. Bède affirme que cette victoire dissuade les rois gaéliques de mener d'autres campagnes contre la Bernicie.

### La conquête du Deira
Æthelfrith prend le contrôle du Deira vers 604 dans des circonstances inconnues. Le prince Edwin est contraint à l'exil, tandis que sa sœur Acha épouse Æthelfrith. On ignore si ce mariage s'est produit avant ou après la conquête du Deira : il pourrait aussi bien constituer un moyen de renforcer son autorité a posteriori que de la justifier a priori. Un autre prince du Deira, Hereric, se réfugie à la cour du roi Ceretic d'Elmet. C'est là qu'il est empoisonné à une date difficile à déterminer, peut-être à l'instigation d'Æthelfrith.

### Victoire sur les Gallois
Vers 615 ou 616, Æthelfrith mène une nouvelle campagne contre les Gallois. Il remporte la bataille de Chester sur les armées du roi de Powys Selyf Sarffgadau. Ce dernier trouve la mort au combat, de même qu'un autre roi d'origine inconnue nommé Cetula. La bataille est restée célèbre pour le massacre des moines de Bangor, venus prier en faveur des Bretons,.
Les historiens ont beaucoup discuté des raisons de cette campagne. L'explication classique qui y voyait l'accompagnement (ou le prologue) d'une expansion angle au-delà des Pennines a de moins en moins de défenseurs, car l'archéologie n'en trouve pas trace avant la seconde moitié du VIIe siècle.

### Défaite et mort
Après la défaite galloise à Chester, Edwin trouve refuge auprès de Rædwald, roi d'Est-Anglie. Bède rapporte qu'Æthelfrith lui aurait promis une belle récompense en échange de la mort d'Edwin, et que Rædwald aurait envisagé d'accéder à sa demande avant d'être réprimandé par son épouse, qui l'aurait convaincu de rester fidèle à Edwin. En tout état de cause, Rædwald mène une armée contre Æthelfrith et le vainc à la bataille de la rivière Idle, en 616 ou 617. Le vaincu trouve la mort, laissant Edwin libre de s'emparer du trône de Northumbrie. Les enfants d'Æthelfrith connaissent à leur tour l'exil, se réfugiant en Irlande ou en Écosse.
Après la mort d'Edwin, en 632 ou 633, les enfants d'Æthelfrith reprennent le pouvoir en Northumbrie. Ses descendants se succèdent sur le trône jusqu'au début du VIIIe siècle.

## Mariages et descendance
La Historia Brittonum rapporte qu'Æthelfrith offre la forteresse de Din Guaire à sa femme Bebba et qu'elle est dès lors appelée Bebbanburh en référence à elle. Bède confirme de son côté que Bamburgh doit son nom à une reine appelée Bebba, mais il ne précise pas de qui elle était la femme. Il épouse Acha, la sœur d'Edwin du Deira, vers 604 / 605 au plus tard.
La Chronique anglo-saxonne lui attribue sept fils :
- Eanfrith, roi de Bernicie de 633 à 634 ;
- Oswald, roi de Northumbrie de 634 à 642 ;
- Oswiu, roi de Northumbrie de 642 à 670 ;
- Oslac ;
- Oswudu ;
- Oslaf ;
- Offa.

Il est également le père d'Æbbe, abbesse de Coldingham morte en 683.

## Historiographie
Æthelfrith est dépeint sous un jour négatif dans les sources d'origine bretonne. Sa mort est célébrée dans les triades galloises, où elle est décrite comme un « heureux meurtre » commis par un certain Sgafnell Ysgafnell. Bède en offre un portrait plus positif dans ses écrits, car s'il est assurément païen, son règne constitue un prélude à l'unification et la christianisation de la Northumbrie. Il le compare au roi biblique Saül, personnage ambigu dont la bravoure au combat contrebalance le manque de foi en Dieu.

### Sources primaires
- Bède le Vénérable (trad. Philippe Delaveau), Histoire ecclésiastique du peuple anglais, Gallimard, coll. « L'Aube des peuples », 1995, 399 p. (ISBN 2-07-073015-8).
- (en) Michael Swanton (trad.), The Anglo-Saxon Chronicle, Routledge, 1996 (ISBN 0-415-92129-5).

### Sources secondaires
- (en) Rosemary Cramp, « Æthelfrith (d. c. 616) », dans Oxford Dictionary of National Biography, Oxford University Press, 2004 (lire en ligne ).
- (en) James Fraser, From Caledonia to Pictland : Scotland to 795, Edinburgh University Press, 2009 (ISBN 978-0-7486-1232-1).
- Alban Gautier, Beowulf au paradis : Figures de bons païens dans l'Europe du Nord au haut Moyen Âge, Paris, Éditions de la Sorbonne, 2019 (1re éd. 2017) (ISBN 9791035101336, lire en ligne).
- (en) D. P. Kirby, The Earliest English Kings, Londres, Routledge, 2000 (ISBN 978-0-415-09086-5).
- (en) John T. Koch, « Æthelfrith », dans John T. Koch, Celtic Culture : A Historical Encyclopedia, ABC-CLIO, 2006a (ISBN 9781851094400).
- (en) John T. Koch, « Caer (Chester), battle of : A Historical Encyclopedia », dans John T. Koch, Celtic Culture, ABC-CLIO, 2006b (ISBN 9781851094400).
- (en) Barbara Yorke, Kings and Kingdoms of Early Anglo-Saxon England, Londres, Seaby, 1990 (ISBN 978-1-85264-027-9).